# Bae Doona
Bae Doona (Hangul: 배두나, ur. 11 października 1979) - urodzona w Seulu koreańska aktorka i modelka, najbardziej znana z roli Sun Bak w serialu Sense8, Cha Yeong-mi w filmie Pan Zemsta, jednej z głównych ról w filmie Atlas chmur, głównej roli dramacie Air Doll, a także z licznych występów w koreańskich dramach.

## Filmografia

### Filmy
| Rok  | Tytuł                           | Tytuł oryginalny                                          | Rola                                                   |
| ---- | ------------------------------- | --------------------------------------------------------- | ------------------------------------------------------ |
| 1999 | The Ring Virus                  | 링 MOCT: ling                                             | Eun-Seo                                                |
| 2000 | Szczekające psy nigdy nie gryzą | 플란다스의 개 MOCT: Flandersui Gae                        | Hyun-Nam                                               |
| 2000 | Plum Blossom                    | 청춘 MOCT: Cheongchun                                     | Nam-Ok                                                 |
| 2001 | Take Care of My Cat             | 고양이를 부탁해 MOCT: Goyangileul Butaghae                | Tae-Hee                                                |
| 2002 | Pan Zemsta                      | 복수는 나의 것 MOCT: Boksuneun naui geot                  | Cha Yeong-mi                                           |
| 2002 | Saving My Hubby                 | 굳세어라 금순아 MOCT: Gudseura Geum-Suna                  | Jung Geum-soon                                         |
| 2003 | Tube                            | 튜브 MOCT: Tyubeu                                         | Kay                                                    |
| 2003 | Spring Bears Love               | 봄날의 곰을 좋아하세요? MOCT: Bomnalui Gomeul Johahaseyo? | Jung Hyun-Jae                                          |
| 2005 | Linda Linda Linda               | リンダ リンダ リンダ (jap. Rinda Rinda Rinda)             | Song                                                   |
| 2006 | The Host: Potwór                | 괴물 MOCT: Goemul                                         | Park Nam-joo                                           |
| 2009 | Air Doll                        | 空気人形 (jap. Kūki ningyō)                               | Nozomi                                                 |
| 2012 | Atlas chmur                     | Cloud Atlas                                               | Tilda Ewing/matka Megan/Meksykanka/Sonmi-451/Sonmi-351 |
| 2014 | Otwórz mi drzwi                 | 도희야 MOCT: Dohui-ya                                     | Lee Young-nam                                          |
| 2015 | Jupiter: Intronizacja           | Jupiter Ascending                                         | Razo                                                   |

### Seriale
- Haggyo (KBS, 1999)
- Ad Madness (KBS, 1999)
- Love Story: Miss Hip-hop and Mr. Rock (SBS, 1999)
- Turn Your Angry Face (KBS, 2000)
- Love Cruise 사랑의 유람선 (KBS, 2000)
- RNA (KBS, 2000)
- Mothers and Sisters (MBC, 2000)
- I Want To Keep Seeing You (SBS, 2001)
- You say it's love, but I think it's desire [Open Drama Man & Woman episode] (SBS, 2001)
- Country Princess (MBC, 2003)
- Rosemary (KBS, 2003)
- Beating Heart (MBC, 2005)
- Someday (OCN, 2006)
- How to Meet a Perfect Neighbor (SBS, 2007)
- Master of Study (KBS2, 2010)
- Gloria (MBC, 2010)
- Sense8 (Netflix, 2015–2018)
- Stranger (tvN, 2017)
- Kingdom (Netflix 2018)